# Rajpur (Kathiawar)
Rajpur fou un estat tributari protegit de l'agència de Kathiawar al prant de Jhalawar, presidència de Bombai, format per dos pobles amb un sol propietari tributari. Estava a 5 km al nord-oest de Wadwhan. La superfície era de 39 km² i la població el 1881 de 1.674 habitants. Els ingressos s'estimaven en 1.400 lliures i es pagava un tribut de 241 lliures al govern britànic i un de 18 lliures al nawab de Junagarh. Estava governat per una nissaga rajput jhala i era considerat estat de sisena classe. Fou fundat el 1775 per Patabhai, tercer fill de Salbansinhji Arjunsinghji II de Wadwhan.

## Llista de thakurs
- Thakur Patabhai 1775 - ?
- Thakur Punjabhai (fill)
- Thakur Madarsinhji (fill)
- Thakur Harbhamji (fill)
- Thakur Karansinhji (fill)
- Thakur Mansinhji (fill)
- Thakur Chandrasihji (fill)
- Thakur Janakisinhji (fill)
- Thakur Krishnakumarsinhji (fill)